# Ammotrechella
Genre
Synonymes
- Ammotrechona Roewer, 1934

Ammotrechella est un genre de solifuges de la famille des Ammotrechidae.

## Distribution
Les espèces de ce genre se rencontrent dans le Sud de l'Amérique du Nord, en Amérique centrale, aux Antilles, dans le Nord de l'Amérique du Sud et au Cap-Vert.

## Liste des espèces
Selon Solifuges of the World (version 1.0) :
- Ammotrechella apejii Muma, 1971
- Ammotrechella bahamica Muma, 1986
- Ammotrechella bolivari Mello-Leitão, 1942
- Ammotrechella bonariensis (Werner, 1925)
- Ammotrechella cubae (Lucas, 1835)
- Ammotrechella diaspora Roewer, 1934
- Ammotrechella geniculata (C. L. Koch, 1842)
- Ammotrechella hispaniolana Armas & Alegre, 2001
- Ammotrechella jutisi Armas & Teruel, 2005
- Ammotrechella maguirei Muma, 1986
- Ammotrechella pallida Muma & Nezario, 1971
- Ammotrechella pseustes (Chamberlin, 1925)
- Ammotrechella setulosa Muma, 1951
- Ammotrechella stimpsoni (Putnam, 1883)
- Ammotrechella tabogana Chamberlin, 1919

et décrite depuis
- Ammotrechella beatriceae Teruel & Questel, 2011
- Ammotrechella elieri Armas, 2012
- Ammotrechella manggi Acosta-Berrocal, Bedoya-Roqueme, Salleg-Perez & Quiros-Rodriguez, 2017

## Publication originale
- Roewer, 1934 : Solifuga, Palpigrada. Dr. H.G. Bronn's Klassen und Ordnungen des Thier-Reichs, wissenschaftlich dargestellt in Wort und Bild. Akademische Verlagsgesellschaft M. B. H., Leipzig. Fünfter Band: Arthropoda; IV. Abeitlung: Arachnoidea und kleinere ihnen nahegestellte Arthropodengruppen, vol. 4, p. 1-723 (texte intégral).